# Antje Thiele
Antje Thiele (* 1979 in Magdeburg) ist eine deutsche Schauspielerin und Synchronsprecherin.

## Leben
Antje Thiele studierte zunächst Journalistik sowie Film- und Theaterwissenschaft. Von 2004 bis 2008 absolvierte sie ein Studium an der Berliner Schule für Schauspiel. Seit dieser Zeit spielt sie in Film und Fernsehen sowie am Theater. Seit 2010 ist sie vermehrt als Synchronsprecherin zu hören. Sie lieh bis jetzt über 400 Rollen ihre Stimme.

## Filmografie (Auswahl)

### Schauspielerin
- 2011: Anonymus (Anonymous)
- 2013: Polizeiruf 110: Der verlorene Sohn
- 2013: Im Netz
- 2018: Der Froschkönig

### Synchronsprecherin

#### Filme
- 2015: Dämonen und Wunder: Kalieaswari Srinivasan als Yalini
- 2016: Money Monster: Caitriona Balfe als Diane Lester
- 2017: Novitiate: Ashley Bell als Schwester Margaret

#### Serien
- 2015: Tokyo Ghoul als Akira Mado (Anime)
- 2015–2021: Superstore: Lauren Ash als Dina Fox
- 2016: The Get Down: Yolonda Ross als Ms. Green
- 2017: Der Nebel: Irene Bedard als Kimi Lucero
- 2022: Navy CIS als Kat Hanna
- 2023: Navy CIS: Hawaiʻi für Arianna Ortiz als Jocelyn Watkins
- 2023: Dreamzzz für Jennifer Hale als Susan